# Dionizy Zbirujski
Dionizy Zbirujski (zm. 18 listopada 1603) – prawosławny, a następnie pierwszy unicki biskup chełmski.

## Życiorys
Pochodził z rodziny prawosławnych mieszczan krasnostawskich. Pełnił funkcję pisarza mytnego w Krasnymstawie. Żonaty z córką prawosławnego biskupa chełmskiego Zachariasza Iljaszewicza, miał syna Michała. W 1586 mianowany prawosławnym biskupem chełmskim. W 1590 wyraził swoje poparcie dla idei unii między Kościołem katolickim a Kościołem prawosławnym, przy zachowaniu zwierzchności papieża. W czerwcu 1595 podpisał się pod listem do papieża Klemensa VIII, w którym część prawosławnych biskupów metropolii kijowskiej prosiła o zawarcie unii kościelnej. W 1596 złożył swój podpis pod dokumentami unii brzeskiej, stając się tym samym pierwszym ordynariuszem unickiej diecezji chełmskiej. Decyzja biskupa spotkała się z negatywnym odbiorem znacznej części wiernych, którzy albo pozostali wierni prawosławiu, albo nie uświadamiali sobie znaczenia i konsekwencji aktu unijnego. 28 października 1596 r. biskup Zbirujski decyzją króla Zygmunta III otrzymał w administrację monaster leszczyński w powiecie pińskim. Decyzja ta nie weszła w życie, ponieważ mnisi wraz z dotychczasowym przełożonym nie zaakceptowali postanowień unijnych. Biskup Zbirujski znany był z porywczego charakteru, o czym świadczą skargi o pobicie wnoszone przez duchownych chełmskich. Według XIX-wiecznego historyka rosyjskiego, Fiodora Korałłowa, jego naganny tryb życia i negatywne cechy charaktery nie sprzyjały przyjmowaniu unii przez wiernych eparchii chełmskiej. Zmarł w Chełmie 18 listopada 1603 r. Pochowany w Chełmie.